# Oskar Kon
Oskar Kon, właściwie Oszer Kon (ur. 20 maja 1870 w Łodzi, zm. 1961 w Argentynie) – łódzki przemysłowiec, fabrykant.

## Życiorys
Urodził się jako Oszer (Uszer) w rodzinie chasydzkiej. Jego ojciec Lewi (Icek Lajba) był tkaczem u Juliusza Heinzla i handlarzem. Ojciec zadbał, by syn uczył się nie tylko w chederze, ale też zapewnił mu prywatnych nauczycieli przedmiotów świeckich. Duży wkład finansowy w jego wykształcenie wniósł jego wuj, Salomon Smuniewski-Kalchstein, któremu po II wojnie światowej postawił dwa pomniki: w Argentynie i Paragwaju.
W 1889 roku Kon założył warsztat tkacki, który jednak splajtował. W latach 90. XIX wieku zaczął pracować w fabryce Juliusza Heinzla i Juliusza Kunitzera jako urzędnik. Piął się szybko po szczeblach kariery – z czasem został dyrektorem do spraw sprzedaży – i gromadził kapitał. W myśl swojej dewizy – bogaty Żyd przestaje być Żydem, zmienił imię na Oskar, a chałat na garnitur. Po śmierci Kunitzera pomógł przejąć fabrykę Giuseppe Tanfaniemu, zięciowi Heinzla. Na początku I wojny światowej stał się właścicielem większościowym akcji „Widzewskiej Manufaktury”, a po rezygnacji Tanfaniego z funkcji prezesa objął to stanowisko.
W 1900 roku kupił niewielki dom przy ulicy Piotrkowskiej 43 i po zburzeniu go wybudował reprezentacyjną kamienicę czynszową. Kilka lat później nabył akcje Hotelu Grand w Łodzi i wszedł do zarządu, ale już w roku następnym zrezygnował, odstępując swój pakiet akcji architektowi Dawidowi Landemu.
Znany był z wyzysku robotników, którzy zarabiali u niego mniej niż u innych pracodawców, lecz dbał o swój wizerunek filantropa. W czasach inflacji i bezrobocia ogłosił, że przekaże 50 milionów marek na fundusz budowy politechniki w Łodzi. Kon przypilnował jednak, aby komitet budowy nie powstał i nie upomniał się o obiecane pieniądze (Politechnika Łódzka powstała po II wojnie światowej). W latach 30., mimo że fabryka przynosiła znaczne straty i nie płacono podatków oraz dywidendy akcjonariuszom, Kon uzyskiwał gotówkę, którą lokował m.in. w jednym ze szwajcarskich banków.
Mieszkał w pałacyku przy ulicy Targowej 61. W pierwszych tygodniach niemieckiej okupacji pracował jako dozorca w swoim pałacu. W grudniu 1939 roku koncern Goeringa postanowił prawnie przejąć „Widzewską Manufakturę” i uczynił to za sprawą SS. Kon został, wraz z żoną, przewieziony do Genewy (gdzie znajdował się bank będący depozytariuszem akcji fabryki) i tam dokonano transakcji, która uratowała życie fabrykantowi. Po wojnie osiadł najpierw w Meksyku, prowadząc nadal intratne spekulacje finansowe, a ostatecznie osiedlił się w Argentynie. Był sympatykiem syjonizmu.

### Rodzina
Był dwukrotnie żonaty. Z pierwszego związku z Marią z d. Rubin miał sześcioro dzieci, z których troje pierwszych zmarło przed osiągnięciem pełnoletności. Kolejne to:
- Henryk (przemysłowiec; pomógł ojcu wyciągnąć przedsiębiorstwo z powojennych długów, ale popadł z nim w konflikt z powodu braku akceptacji dla swojego wyboru żony),
- Maksymilian (prawnik, znany w Łodzi skandalista, filantrop, konsul honorowy Szwecji w Łodzi; wyjechał do USA tuż przed wybuchem II wojny światowej). Maksymilian mieszkał wraz z matką w okazałej wilii na Widzewie przy obecnej ul. Konstytucyjnej 42c (dziś siedziba Centrum Edukacji i Rehabilitacji Osób Niepełnosprawnych w Łodzi).
- Albert (podobnie jak Maks, znany w Łodzi skandalista; został zastrzelony w 1929 przez robotnika Wi-My).